# Lijst van voetbalinterlands Rwanda - Soedan
Deze lijst van voetbalinterlands is een overzicht van alle officiële voetbalwedstrijden tussen de nationale teams van Rwanda en Soedan. De landen hebben tot op heden negen keer tegen elkaar gespeeld. De eerste ontmoeting, een wedstrijd tijdens de CECAFA Cup 2003, vond plaats op 4 december 2003 in Khartoem. Het laatste duel, een vriendschappelijke wedstrijd, werd gespeeld in Kigali op 19 november 2022.

## Wedstrijden
| № | Plaats        | Datum            | Competitie        | Wedstrijd       | Uitslag |
| - | ------------- | ---------------- | ----------------- | --------------- | ------- |
| 1 | Khartoem      | 4 december 2003  | CECAFA Cup 2003   | Soedan − Rwanda | 3 − 0   |
| 2 | Addis Abeba   | 3 december 2006  | CECAFA Cup 2006   | Rwanda − Soedan | 0 − 0   |
| 3 | Dar es Salaam | 22 december 2007 | CECAFA Cup 2007   | Soedan − Rwanda | 2 − 2   |
| 4 | Dar es Salaam | 1 december 2010  | CECAFA Cup 2010   | Soedan − Rwanda | 0 − 0   |
| 5 | Dar es Salaam | 8 december 2011  | CECAFA Cup 2011   | Soedan − Rwanda | 1 − 2   |
| 6 | Machakos      | 2 december 2013  | CECAFA Cup 2013   | Soedan − Rwanda | 1 − 0   |
| 7 | Kigali        | 7 augustus 2017  | Vriendschappelijk | Rwanda − Soedan | 2 − 1   |
| 8 | Kigali        | 17 november 2022 | Vriendschappelijk | Rwanda − Soedan | 0 − 0   |
| 9 | Kigali        | 19 november 2022 | Vriendschappelijk | Rwanda − Soedan | 1 − 0   |

## Samenvatting
| Competitie        | Totaal gespeeld | Winst Rwanda | Gelijk | Winst Soedan | Doelsaldo Rwanda – Soedan |
| ----------------- | --------------- | ------------ | ------ | ------------ | ------------------------- |
| CECAFA Cup        | 6               | 1            | 3      | 2            | 4 − 7                     |
| Vriendschappelijk | 3               | 2            | 1      | 0            | 3 − 1                     |
| Totaal            | 9               | 3            | 4      | 2            | 7 − 8                     |

FERWAFA · Rwandees vrouwenelftal
1976 – 1989 · 
1990 – 1999 · 
2000 – 2009 · 
2010 – 2019 ·
2020 − 2029
Algerije ·
Angola ·
Benin ·
Botswana ·
Burundi ·
Centraal-Afrikaanse Republiek ·
Congo-Brazzaville ·
Congo-Kinshasa ·
Djibouti ·
Egypte ·
Equatoriaal-Guinea ·
Eritrea ·
Ethiopië ·
Gabon ·
Ghana ·
Guinee ·
Ivoorkust ·
Kaapverdië ·
Kameroen ·
Kenia ·
Lesotho ·
Liberia ·
Libië ·
Madagaskar ·
Malawi ·
Mali ·
Marokko ·
Mauritanië ·
Mauritius ·
Mozambique ·
Namibië ·
Nigeria ·
Oeganda ·
Senegal ·
Seychellen ·
Soedan ·
Somalië ·
Tanzania ·
Togo ·
Tunesië ·
Zambia ·
Zimbabwe ·
Zuid-Afrika ·
Zuid-Soedan
SFA ·
Bondscoaches ·
Topscorers ·
Soedanees vrouwenelftal
1956 · 
1957 · 
1958 · 
1959 · 
1960 · 
1961 · 
1962 · 
1963 · 
1964 · 
1965 · 
1966 · 
1967 · 
1968 · 
1969 · 
1970 · 
1971 · 
1972 · 
1973 · 
1974 · 
1975 · 
1976 · 
1977 · 
1978 · 
1979 · 
1980 · 
1981 · 
1982 · 
1983 · 
1984 · 
1985 · 
1986 · 
1987 · 
1988 · 
1989 · 
1990 · 
1991 · 
1992 · 
1993 · 
1994 · 
1995 · 
1996 · 
1997 · 
1998 · 
1999 · 
2000 · 
2001 · 
2002 · 
2003 · 
2004 · 
2005 · 
2006 · 
2007 · 
2008 · 
2009 · 
2010 · 
2011 · 
2012 · 
2013 · 
2014 ·
2015 ·
2016 ·
2017 ·
2018 ·
2019 ·
2020 ·
2021
Algerije ·
Angola ·
Bahrein ·
Bangladesh ·
Benin ·
Burkina Faso ·
Burundi ·
Centraal-Afrikaanse Republiek ·
China ·
Congo-Brazzaville ·
Congo-Kinshasa ·
Djibouti ·
Egypte ·
Equatoriaal-Guinea ·
Eritrea ·
Ethiopië ·
Gabon ·
Ghana ·
Guinee ·
Guinee-Bissau ·
Irak ·
Ivoorkust ·
Jemen ·
Jordanië ·
Kameroen ·
Kenia ·
Koeweit ·
Lesotho ·
Libanon ·
Liberia ·
Libië ·
Madagaskar ·
Malawi ·
Mali ·
Marokko ·
Mauritanië ·
Mauritius ·
Mozambique ·
Nieuw-Zeeland ·
Niger ·
Nigeria ·
Oeganda ·
Oman ·
Palestina ·
Qatar ·
Rwanda ·
Saoedi-Arabië ·
Sao Tomé en Principe ·
Senegal ·
Seychellen ·
Sierra Leone ·
Somalië ·
Sri Lanka ·
Swaziland ·
Syrië ·
Tanzania ·
Togo ·
Tsjaad ·
Tunesië ·
Verenigde Arabische Emiraten ·
Zambia ·
Zimbabwe ·
Zuid-Afrika ·
Zuid-Korea ·
Zuid-Soedan